# Planchonella cauliflora
Planchonella cauliflora är en tvåhjärtbladig växtart som beskrevs av Jérôme Munzinger och Swenson. Planchonella cauliflora ingår i släktet Planchonella och familjen Sapotaceae. Inga underarter finns listade i Catalogue of Life.